# Andrea Ghez
Andrea Mia Ghez (født 16. juni 1965) er en amerikansk astronom og professor ved afdeling for fysik og astronomi, University of California, Los Angeles. I 2020 modtog hun fjerdedelen af Nobelprisen i fysik — Reinhard Genzel og Roger Penrose modtog henholdsvis en fjerdedel og halvdelen af prisen — for deres "opdagelse af en formation af et sort hul er en robust forudsigelse af den generelle relativitetsteori". Hun blev dermed den blot fjerde kvinde, der har modtaget denne pris